# Hellasz (Shelley)
Hellasz Percy Bysshe Shelley 1821-ben írt drámai költeménye, amely „az emberiség ujjongását fejezte ki, Hellasz és a szabadság újjászületésén.”

## Keletkezése
Shelley a darabot Pisában írta, azzal a céllal, hogy pénzt gyűjtsön a görög szabadságharc ügyének. Mintája Aiszkhülosz Perzsák című tragédiája volt; megírásához felhasználta a korabeli hírlapok tudósításait. A mű ajánlása Aléxandrosz Mavrokordátosz görög politikusnak szól, akivel a költő pisai tartózkodása során ismerkedett meg, és akivel folyamatosan megtárgyalták a görögországi eseményeket.
Shelley 1821. november 11-én küldte el a művet kiadójának, Charles Ollier-nek,, és sürgette, hogy mielőbb jelentesse meg a művet, de Ollier félt, hogy a költemény egyes eszméi túl radikálisnak hatnak az 1820-as évek Angliájában. Végül öt hónap múlva, 1822-ben jelent meg; ez volt Shelley életében kiadott utolsó műve.

## Tartalma
A drámai költemény az II. Mahmud oszmán szultán szemszögéből mutatja be a cselekményt. A Görögországot megtámadó Mahmud szultán nyugtalanul alszik, és egy ismétlődő lidérces álom nyomasztja. Úgy véli, hogy Ahasvérus, a bolygó zsidó meg tudja fejteni álmát, ezért tőle kér segítséget. Beszélgetésük alatt Mahmudot egyre inkább hatalmába keríti a reménytelenség, mivel rájön, hogy a győzelmes csaták ellenére elvesztette a háborút. 
A párbeszédes részek között a görög rabszolganőkből álló kórus szerepel, akik behozzák a drámába a reményt és a szabadságra való törekvést. A kórus szerepe nem kapcsolódik közvetlenül a görög felkeléshez, inkább általános érvénnyel hirdeti a háború hiábavalóságát.

## Fogadtatása és fordításai
A kortársak közömbösen fogadták; csak egyetlen (negatív) kritika jelent meg róla; a költő kevésbé ismert művei közé tartozik. 1906-ban megjelent francia, 1932-ben újgörög, 1957-ben kínai, 1991-ben olasz nyelven. Magyar nyelven a zárókórus olvasható Radnóti Miklós fordításában.
Shelley „ideális, univerzális Görögországa” hatást gyakorolt Kosztísz Palamász és Ángelosz Szikelianósz görög költőkre.

## Fordítás
Ez a szócikk részben vagy egészben  a   Hellas (poem) című angol Wikipédia-szócikk ezen változatának fordításán alapul.  Az eredeti cikk szerkesztőit annak laptörténete sorolja fel. Ez a jelzés csupán a megfogalmazás eredetét és a szerzői jogokat jelzi, nem szolgál a cikkben szereplő információk forrásmegjelöléseként.